# After (The Walking Dead)
After là tập thứ chín, đồng thời là tập mở đầu nửa sau Phần 4 của series phim truyền hình The Walking Dead. Tập phim được phát sóng trên kênh AMC của Mỹ vào ngày 9 tháng 2 năm 2014. Khi phát sóng tại Mỹ, tập phim đã được 15,76 triệu người xem trong đó có 10,9 triệu người từ 18-49 tuổi.

## Nội dung tập
Tập phim bắt đầu bằng cảnh nhà tù sau khi bị hủy diệt, hàng loạt xác sống đang vây quanh chiếc xe tăng cháy. Xác chết của The Governor và Flame được nhìn thấy. Michonne đứng nhìn ở phía bên ngoài hàng rào, cô sử dụng thanh katana của mình giết một số walker tiến đến gần, đồng thời dụ 2 walker đến đám gỗ nhọn cạnh cổng nhà tù. Lát sau cô chặt tay và hàm của 2 walker đó, lấy dây thòng qua cổ và dùng chúng để đánh lạc hướng những xác sống khác. Trên đường đi, Michonne bắt gặp phần đầu đã bị biến đổi của Hershel, cô đã dùng thanh katana để giúp ông siêu thoát rồi sau đó rời khỏi nhà tù.
Carl và Rick đang đi trên một con đường sau khi nhà tù bị tấn công. Rick cố bắt kịp và bảo Carl đi chậm lại. Đầu tiên, họ dừng chân ở một cửa hàng ăn có vẻ như đã bị lấy hết đồ. Một walker bỗng đi ra và bị chặn lại đằng sau đống bàn ghế. Rick đọc được một mẩu giấy trên bàn ghi rằng "Xin hãy làm việc mà tôi không thể - Joe Jr.". Đây là những lời mà người con trai của walker kia muốn nhắn gửi đến ai đọc được, vì không đủ dũng cảm để giết bố mình sau khi biến đổi nên anh đã để lại mảnh giấy này. Rick định kết liễu con walker kia bằng rìu để tiết kiệm đạn, nhưng đã quá đuối sức và không thể làm nổi, dẫn đến việc Carl phải bắn nó và bị Rick quở trách. Họ tiếp tục đi cho đến khi tìm được một căn nhà bỏ không. Carl đã đập tay lên tường và kêu lớn để dụ walker ra khiến Rick rất tức giận. Carl cãi lại rằng cậu không còn lại một đứa trẻ và cậu sẽ tự lên trên lầu kiểm tra một mình. Khi đi vào phòng của một đứa con nít, Carl dừng lại nhìn tấm poster thể thao và bộ đồ chơi điện tử với vẻ thèm muốn. Cuối cùng cậu tìm thấy một đoạn dây cáp từ chiếc TV để buộc cửa. Khi đang tìm cách bịt cửa lại, cha con Rick lại tranh cãi về việc có cần thiết phải đặt một chiếc ghế đi văng sau cửa không. Carl tức giận cho rằng sợi dây cáp của mình rất an toàn và nói với Rick rằng Shane đã dạy cậu về kỹ năng này.
Michonne cùng hai con pet walker tình cờ đi đến con đường mà Rick và Carl vừa đi qua. Cô nhìn thấy dấu chân của họ trong bùn nhưng lại quyết định đi theo hướng ngược lại.
Trong căn nhà, Rick đã bất tỉnh do kiệt sức và bị thương. Carl cố đánh thức bố dậy nhưng không được. Cậu đã kêu lớn và khiến hai con walker từ bên ngoài chú ý đến căn nhà, chúng đi đến và bắt đầu đập cửa. Carl vòng ra từ cửa khác và dụ hai con walker đó đi xa. Bất ngờ một con walker khác tiến tới từ phía sau khiến cậu hoảng hốt. Nhưng cuối cùng, Carl vẫn giết được cả ba con walker đó. Khi quay trở lại nhà, Carl nổi cáu với Rick (lúc này vẫn đang bất tỉnh) rằng anh đã không thể bảo vệ được nhà tù, bảo vệ được Lori và Judith. Carl tự cho rằng cậu đã không bỏ quên kỹ năng sinh tồn, trong khi Rick mải mê với công việc trang trại. Cuối cùng, cậu nói rằng cậu không cần bố mình nữa và cũng không quan tâm nếu Rick chết.
Michonne tỉnh dậy sau cơn ác mộng về con trai, bạn và người yêu. Lúc đầu trong giấc mơ, tất cả họ đang sống một cuộc sống êm đềm tại Atlanta trước khi đại dịch bùng phát. Lát sau, chúng ta có thể nhìn thấy Mike và Terry với cánh tay bị chém đứt giống như khi ta thấy họ ở cuối Phần 2. Hoảng loạn sau cơn ác mộng, Michonne cùng hai con pet walker tiếp tục đi cho đến khi cô nhập vào một bầy xác sống. Michonne bị ảo giác và nhìn thấy một con walker đi bên cạnh như chính phiên bản xác sống của mình.
Carl tiếp tục đi tìm nhu yếu phẩm ở một căn nhà gần đó trong khi Rick vẫn bất tỉnh. Trên lầu căn nhà, cậu mở cánh cửa khiến một con walker trong đó chồm ra và đuổi theo. Sau khi bắn trượt khiến súng hết đạn và suýt nữa bị cắn, Carl cũng đã nhốt được nó trong căn phòng đối diện. Cậu liền dùng phấn viết lên cánh cửa của căn phòng đó rằng "CÓ XÁC SỐNG BÊN TRONG. NÓ LẤY ĐƯỢC GIÀY CỦA TÔI. NHƯNG KHÔNG TÓM ĐƯỢC TÔI". Sau khi ra ngoài, cậu trèo lên mái hiên của căn nhà và ăn hết hộp bánh pudding mình tìm được. Tối hôm đó, khi ở cạnh Rick, Carl giật mình khi thấy Rick đột nhiên rên rỉ và với tay về phía cậu, khiến cậu tưởng rằng bố đã hóa thành xác sống. Carl chộp lấy súng nhưng đã không thể bắn Rick, nói rằng cậu đã sai và cậu vẫn cần bố mình. Cuối cùng, Rick kêu lên tên Carl rồi lại ngất đi, giúp cậu nhận ra rằng bố vẫn còn sống.
Sáng hôm sau, Rick nhắc nhở Carl về việc đi ra ngoài một mình, và nói rằng khoảng thời gian mà anh làm việc nông trại cũng như xây dựng cộng đồng nhà tù là vì muốn Carl và Judith lớn lên trong một môi trường tốt. Nhưng giờ Rick nhận ra rằng Carl đã là một người đàn ông thực thụ và sẵn sàng đối mặt với những nguy hiểm bên ngoài. Mối quan hệ giữa hai cha con họ trở lại như bình thường.
Michonne vẫn đang đi cùng bầy xác sống nọ, cho đến khi cô không thể chịu đựng thêm và giết hết cả bầy, bao gồm cả hai con pet walker của cô. Cô quay trở lại con đường lúc nãy và quyết định đi theo dấu chân của Rick và Carl. Michonne đi đến cửa hàng nơi Rick và Carl đã giết Joe Sr. và đọc được tờ giấy. Cô ngồi lại một lúc và tự nói chuyện với mình về nỗi nhớ người yêu, cuối cùng cô nhận ra rằng mình không thể né tránh mọi người chỉ vì sợ mất họ. Tiếp tục đi tìm Rick và Carl, cô nhìn thấy vỏ hộp bánh pudding mà Carl vứt trước cửa. Đi đến bên cửa sổ và nhìn vào trong, Michonne nhìn thấy hai cha con họ và bật khóc vì hạnh phúc. Khi cô gõ cửa, Rick nhìn qua lỗ trên cửa và bật cười, anh quay lại nói với con trai rằng "Dành cho con đấy".

## Diễn viên

### Diễn viên chính
- Andrew Lincoln vai Rick Grimes
- Norman Reedus vai Daryl Dixon*
- Steven Yeun vai Glenn Rhee*
- Lauren Cohan vai Maggie Greene*
- Trong tập này, Chandler Riggs đã nhận được sự hoan nghênh của giới phê bình cho màn trình diễn của cậu ấy với vai Carl Grimes.Chandler Riggs vai Carl Grimes
- Danai Gurira vai Michonne

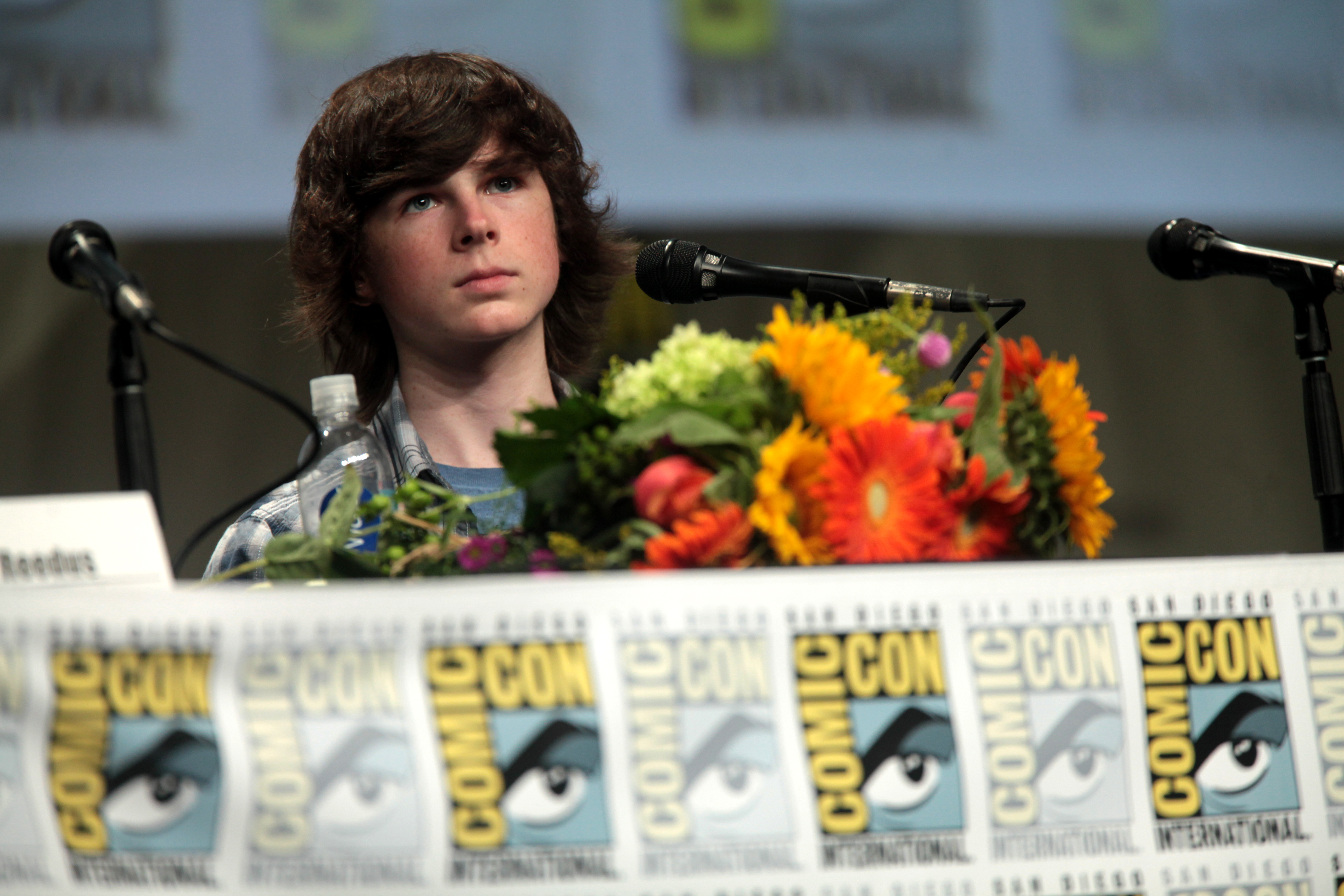
Trong tập này, Chandler Riggs đã nhận được sự hoan nghênh của giới phê bình cho màn trình diễn của cậu ấy với vai Carl Grimes.

- Melissa McBride vai Carol Peletier*
- Scott Wilson vai Hershel Greene
- David Morrissey vai Philip Blake
- Emily Kinney vai Beth Greene*
- Chad Coleman vai Tyreese Williams*
- Sonequa Martin-Green vai Sasha Williams*
- Lawrence Gilliard Jr. vai Bob Stookey*

### Diễn viên định kỳ
- Aldis Hodge vai Mike
- Brandon Fobbs vai Terry

*Không xuất hiện trong tập này

### Các diễn viên phụ khác
- (Không rõ) vai Andre Anthony

## Cái chết trong tập
- Flame
- Hershel Greene (Sau khi biến đổi)
- Joe Jr. (Sau khi biến đổi)

## Đánh giá
Tập phim nhận được đánh giá trung bình từ giới phê bình. Hầu hết đều khen ngợi quá trình phát triển tâm lý của những nhân vật như Michonne & Carl, nhưng bên cạnh đó cũng thể hiện góc nhìn tiêu cực về sự thay đổi chóng vánh trong bối cảnh và nhịp truyện nếu so với tập trước đó. Katla McGlynn của trang The Huffington Post tổng kết lại tập phim như sau: "Chà! Tập phim này cũng khá ổn. Mặc dù không được thấy chuyện gì đang xảy ra với những thành viên khác trong nhóm, nhưng chúng ta cũng đã có dịp được hiểu thêm về Michonne và thấy Carl trưởng thành". Roth Cornet từ trang IGN cho tập phim điểm 8.5 trên 10 và cho rằng: "The Walking Dead mở đầu nửa sau của Phần 4 bằng một tập phim nhẹ nhàng nhưng đầy hiệu quả, nơi mà các nhân vật phải đối mặt với việc học cách chấp nhận và mở lòng hơn giữa thực tại của thế giới mà họ đang sống".
Không phải tất cả các đánh giá đều theo hướng tích cực. Mặc dù bày tỏ sự hào hứng khi cuối cùng dàn nhân vật cũng quay trở lại với thế giới bên ngoài những lớp hàng rào, Tim Surette từ trang TV.com vẫn đưa ra nhận xét tiêu cực về nhịp truyện của tập phim: "Tập "After" bị kéo dài quá mức dẫn tới nhàm chán. Tôi thực sự rất muốn thích tập phim này, vì tôi nghĩ nó là một nỗ lực [của biên kịch] trong việc truyền tải những thông điệp và nhắc cho chúng ta nhớ về sự nguy hiểm của thế giới đó qua cách mà nó tác động lên các nhân vật. Thế nhưng, nó chỉ là một tập với việc các nhân vật liên tục đi lại và giết xác sống. Mô típ kiểu như vậy đã trở nên cũ dần rồi".
Trên trang Rotten Tomatoes, có 80% trong số 15 bài đánh giá về "After" mang tính tính cực.

## Bên lề
- Tên tập phim bắt nguồn từ việc đây là tập đầu tiên cho thấy các nhân vật kể từ sau cuộc tấn công nhà tù.
- Tập phim này tiết lộ rằng Michonne đã từng có người yêu và con trai.
- Đây là tập phim đầu tien kể từ khi Phần 4 bắt đầu đến giờ mà không có nhân vật sống nào chết.
- Đây là tập phim thứ 8 kể từ khi phim bắt đầu đến nay mà hầu hết dàn diễn viên chính trong phim không xuất hiện.
- Cảnh mở đầu của tập khi bầy xác sống vây quanh chiếc xe tăng khá tương phản với cảnh cuối cùng trong tập "Days Gone Bye"
- Đây là tập phim được viết bởi Robert Kirkman và sử dụng rất nhiều cảnh từ Tập 9: Here We Remain trong truyện.
  - Đầu tập, Michonne dùng kiếm để kết liễu chiếc đầu bị biến đổi của Hershel, tương tự như việc cô làm với đầu của Tyreese trong truyện
  - Rick cố giết một walker trong căn nhà bằng rìu để tiết kiệm đạn nhưng không được, cuối cùng Carl dùng súng bắn chết nó.
  - Carl ra ngoài dụ hai con walker khỏi ngôi nhà và giết cả ba con walker (bao gồm cả con bất ngờ đi đến).
  - Carl trách Rick khi anh đang bất tỉnh, cho rằng chính anh đã khiến những người trong nhóm chết.
  - Carl tưởng rằng Rick đã biến đổi thành xác sống. Cậu cầm súng định bắn nhưng không đủ can cảm để làm việc đó. Cuối cùng cậu hạ súng xuống và buông xuôi, nói rằng "Bố hãy làm điều đó đi". Sau khi nhận ra rằng Rick còn sống, cậu đã nói rằng "Con sợ lắm"
  - Michonne là thành viên đầu tiên của nhóm mà cha con Rick gặp lại, tương tự như trong truyện.
- Tập phim này đã bị phát tán một ngày trước khi lên sóng ở một trang Xbox Video. Thật trùng hợp là khi Carl bước vào một trong những căn phòng của ngôi nhà, phía dưới chiếc TV có một chiếc Xbox 360 Elite.
- Trong kịch bản gốc, sau khi Carl dùng dây của TV để buộc chặt cửa lại, đáng lẽ cậu sẽ nói với bố rằng "Dale đã dạy con làm việc đó". Nhưng sau đó câu nói này đã được thay đổi thành "Shane đã dạy con làm việc đó" để làm rõ hơn mâu thuẫn giữa 2 cha con Rick vào thời điểm này.
- Một trong những con walker đã đè lên Carl được thủ vai bởi chính diễn viên đóng con walker đã thò ngón tay ra ngoài ở tập đầu Phần 1, khi Rick nhìn thấy cánh cửa có ghi chữ "Don't open. Dead inside". Và một con walker khác cũng đã đè lên Carl được thủ vai bởi diễn viên đóng con walker đã tấn công và giết chết Dale ở Phần 2. Thông tin này được tiết lọ bởi nhà sản xuất Gregory Nicotero trong chương trình Talking Dead phát sóng sau tập phim.
- Trong khoảng thời gian từ tập trước và tập này, một con walker đã cắn ở phần cổ của The Governor, ta có thể thấy điều này ở những giây đầu của tập
- Một trong hai con pet walker mà Michonne dắt theo trong tập này chính là thành viên của phe The Governor bị Lizzie Samuels bắn chết ở tập trước (cùng với Alisha)
- Đây là tập cuối cùng mà tên của Scott Wilson và David Morrissey nằm trong phần giới thiệu đầu phim.